# Puente de la Almudena
El Puente de la Almudena es un puente ubicado en la zona monumental del Cusco, Perú, específicamente en el límite de los distritos de Cusco y Santiago a los que une cruzando el río Chunchulmayo y la Avenida del Ejército. 
Junto con las calles Almudena, Hospital, San Pedro, Santa Clara, Marqués, Mantas, Triunfo, Hatunrumiyoc y la Cuesta de San Blas unen la Plazoleta de San Blas con la Plazoleta de la Almudena y forman el eje procesional que es el principal eje transversal de la ciudad a la par que se corresponde con los caminos incas que, partiendo del Huacaypata, comunicaban el Antisuyo al noreste y el Contisuyo al sureste.

## Historia
Se desconoce la fecha en que el puente fue construido aunque se sabe que el mismo ya existía en la época incaica por cuanto era parte del camino que unía la capital del imperio con el Contisuyo. Tras la fundación española de la ciudad, el puente fue reconstruido en 1559. El puente figura en el plano de la parroquia de Santa Anta de 1643 mandado a elaborar por el sacerdote Gaspar de Villagra, párroco de Santa Ana, y que es considerado el mapa más antiguo del Cusco. 
Ángel Carreño, en su relato,"Felonía de Don Pacorro Tijerolin” menciona que corregidor Polo de Ondegardo fue quien dispuso la construcción del puente:

Algunos años después que el conquistador don Francisco Pizarro hizo a sus connacionales el reparto de solares en la ciudad del Qosqo, llegó el corregidor licenciado Polo de Ondegardo, quien fundó las parroquias llamadas la Matriz, San Blas, San Cristóbal, Belén, Santa Ana, Santiago y San Miguel. Hizo construir sobre el riachuelo llamado “Chunchullmayo” los puentes de la parroquia de Belén, Santiago y San Miguel, haciendo colocar una cruz en cada puente. Además, hizo construir el puente que mucho después fue llamado por el pueblo “puente de la Almudena”, por alusión al Convento y Hospital que fundaron los frailes Betlemitas

Tanto el templo como el hospital de los Bethlemitas fueron construidos a fines del siglo XVII por impulso del obispo Manuel de Mollinedo y Angulo. En el siglo XIX se construyó en la misma zona el Cementerio General de La Almudena. 
En 1933, se realizó la reparación del puente mediante trabajos de reforzamiento de los muros portantes de piedra. Al año siguiente, celebrando los cuatrocientos años de la fundación española de la ciudad, se reconstruyó el puente con un estilo neocolonial.
Desde 1972 la vía forma parte de la Zona Monumental del Cusco declarada como Monumento Histórico del Perú. Asimismo, en 1983 al ser parte del casco histórico de la ciudad del Cusco, forma parte de la zona central declarada por la UNESCO como Patrimonio Cultural de la Humanidad. y en el 2014, al formar parte de la red vial del Tawantinsuyo volvió a ser declarada como patrimonio de la humanidad.
Entre los años 2004 y 2006, el puente fue sometido a un proceso de restauración que dio lugar a su actual apariencia.